# Saracena
Saracena – miejscowość i gmina we Włoszech, w regionie Kalabria, w prowincji Cosenza.
Według danych na rok 2004 gminę zamieszkiwały 4082 osoby, 36,8 os./km².